# Senaspis haemorrhoa
Senaspis haemorrhoa är en tvåvingeart som först beskrevs av Gerstaecker 1871.  Senaspis haemorrhoa ingår i släktet Senaspis och familjen blomflugor. Inga underarter finns listade i Catalogue of Life.